# Танга (регіон)
Танга (суах. Mkoa wa Tanga) — один з 31 регіону  Танзанії. Адміністративний центр — місто Танга.

## Географія
Площа становить 26 808 км². Розташований на північному сході країни. Межує з Кенією (на півночі), а також з танзанійськими областями: Пвані (на півдні), Морогоро (на південному заході), Маньяра (на заході) і Кіліманджаро (на північному заході). На сході омивається водами Індійського океану.

## Населення
Населення за даними на 2002 рік — 1 642 015 чоловік; за даними на 2012 рік воно налічує 2 045 205 осіб. Середня щільність населення — 76,29 чол./км².

## Адміністративний поділ

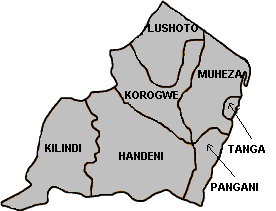
Адміністративний поділ

В адміністративному відношенні ділиться на 8 округ:
- Хандені
- Кілінді
- Корогве
- Лушото
- Мухеза
- Мкінга
- Пангані
- Танга